# Espace urbain de Dax
Cet article court présente un sujet plus développé dans : Espace urbain.
L’espace urbain de Dax est un espace urbain centré sur la ville de Dax. Par la population, c'est le 52e des 96 espaces urbains français en 1999, il comporte alors 25 communes.